# Xestocephalus kuyanianus
Xestocephalus kuyanianus är en insektsart som beskrevs av Matsumura 1914. Xestocephalus kuyanianus ingår i släktet Xestocephalus och familjen dvärgstritar. Inga underarter finns listade i Catalogue of Life.